# Hiroshi Inoue
Hiroshi Inoue (井上寛, Inoue Hiroshi; 8 luglio 1917 – 2 giugno 2008) è stato un entomologo giapponese specializzato lepidotterista.
Ha studiato un'ampia gamma di falene, in particolare le famiglie Zygaenidae, Geometridae, e Pyralidae. Durante la sua carriera Inoue è stato autore di un totale di 1042 taxa analizzati e descritti da lui.